# Acantharctus
Acantharctus is een geslacht van kreeftachtigen uit de familie van de Scyllaridae.

## Soorten
- Acantharctus delfini (Bouvier, 1909)
- Acantharctus ornatus (Holthuis, 1960)
- Acantharctus posteli (Forest, 1963)